# Convergence antarctique
 (août 2017).
Si vous disposez d'ouvrages ou d'articles de référence ou si vous connaissez des sites web de qualité traitant du thème abordé ici, merci de compléter l'article en donnant les références utiles à sa vérifiabilité et en les liant à la section « Notes et références ».

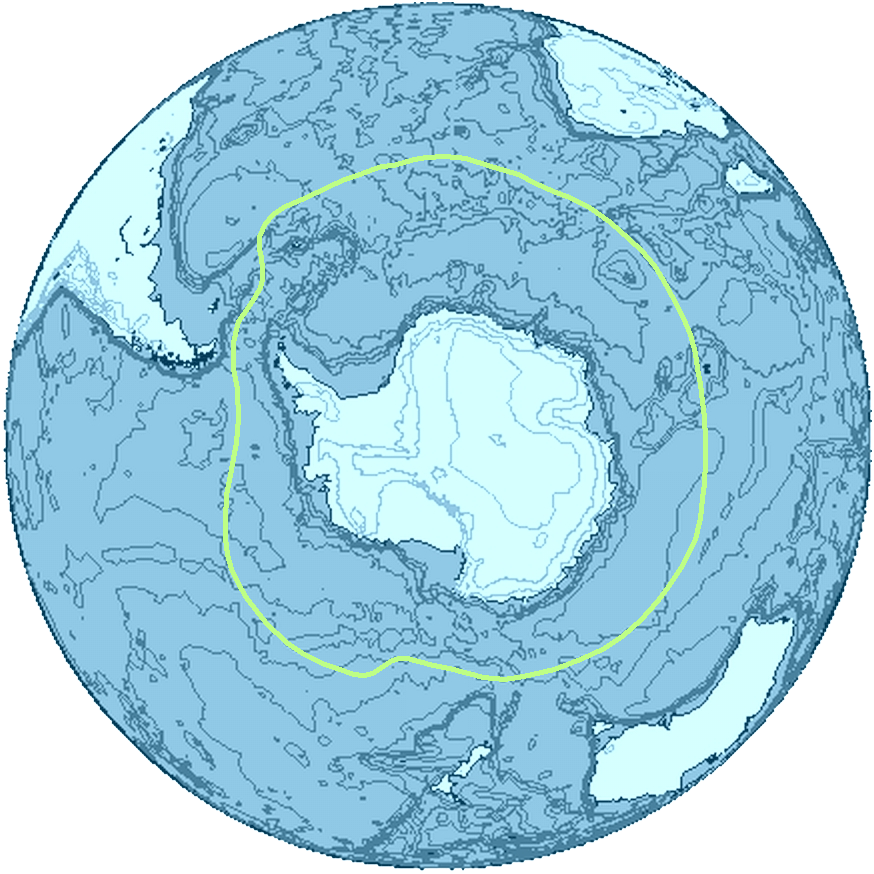
La convergence antarctique

La convergence antarctique, aussi connue sous le nom de zone frontale polaire antarctique ou front polaire, est une zone entourant l'Antarctique où se rencontrent les eaux froides antarctiques et les eaux plus chaudes des régions sub-antarctiques, les eaux antarctiques descendant en dessous des eaux sub-antarctiques.

## Position et dimensions
Cette zone mesure environ 32 à 48 km de large. Elle se trouve approximativement à 60°sud du Pacifique (Longitude de la Nouvelle-Zélande) à la longitude des Iles Malouines et est située entre 48° et 50° sud de la moitié est de l'Atlantique à la longitude de l'Australie voire de la Tasmanie. Sa latitude varie selon la saison, entre les 48e et 61e parallèles dans les océans Atlantique, Pacifique et Indien. Son emplacement exact est aisément repérable à cause d'une baisse de la température : du nord au sud, la moyenne est de 2,8 à 5,5 °C, et jusqu'à moins de 2 °C. Quoique cette zone soit mobile, elle ne se déplace presque jamais au-delà d'un degré de latitude de sa position moyenne.
Il n'y a pas d'équivalent dans l'océan arctique en raison de la disposition des terres qui le bordent.
Cette zone, tout comme la limite des arbres arctique, est une frontière naturelle entre deux régions hydrologiques, mais également deux écologies marines et deux climats. Elle est biologiquement très active, particulièrement en ce qui concerne le krill antarctique. 

## Effet sur les régions voisines
Parmi les terres situées au sud de cette zone, on trouve les îles Shetland du Sud, les îles Orcades du Sud, la Géorgie du Sud, les îles Sandwich du Sud, l'île Bouvet, l'île Heard et les îles McDonald.
Ces îles étant au sud de la convergence Antarctique ont un climat polaire et sont couvertes de glaciers y compris en plaine même à des latitudes comparables à celle de la Terre de Feu (l'île Bouvet est enneigée à 93 % et a une température moyenne annuelle inférieure de 6 à 7 °C à celle d'Ushuaia pourtant à la même latitude). Les températures sont souvent autour de 0 °C ou un peu en dessous et dépassent exceptionnellement les 10 °C.
Les îles Kerguelen se situent plus ou moins dans la zone ou un peu au nord. Les îles Malouines, l'archipel du Prince-Édouard, les îles Crozet, l'île Amsterdam, l'île Saint-Paul, la Terre de Feu et l'île Macquarie sont tous situés au nord de la ligne. Toutes ces terres ont un climat subpolaire océanique (Océanique froid mais considéré comme tempéré) si elles sont situées au sud du 45e parallèle ou océanique doux comme l'Ile Amsterdam qui est au nord du 40e parallèle. La fraîcheur du climat de ces îles est plutôt perceptible en été car les hivers sont comparables voire parfois plus doux qu'à latitude égale dans l'hémisphère nord. Le climat du Cap Horn ou des Kerguelen ressemble à celui de Reykjavik et ces îles sont rarement enneigées sauf en montagne. Elles ont une température moyenne annuelle plus douce de plus de 5 °C que celle des îles situées au sud de la convergence, bien que parfois situées à la même latitude.
À titre de comparaison, la température moyenne annuelle d'Ushuaïa est comparable à celle de Moscou ou de Reykjavik alors que celle de l'île Bouvet est comparable à celle de l'Île Jan Mayen ou d'autres îles situées à 70°N de latitude.